# Paolo Consiglio
Paolo Consiglio (Roma, 19 settembre 1927 – Namche Bazar, 27 maggio 1973) è stato un alpinista italiano.

## Biografia
Paolo Consiglio è stato un alpinista di rilievo, accademico del Club Alpino Italiano, direttore e cofondatore della scuola di alpinismo della SUCAI di Roma. Si è dedicato sia all'alpinismo estivo che a quello invernale. È stato compagno di cordata di alpinisti del calibro di Riccardo Cassin.
È stato responsabile negli anni '60 del settore escursionismo-alpinismo del CTG (Centro Turistico Giovanile) organizzando e dirigendo scuole di alpinismo ed attività varie, tra le quali le c.d "ERTA".
Compie le prime imprese di rilievo già molto giovane (apre la sua prima via nuova meno che ventenne) nel campo dell'arrampicata su roccia, sia sul Gran Sasso che sulle dolomiti. Opera anche in altre zone dell'Appennino centrale, prima di dedicarsi all'alpinismo extraeuropeo.
L'apice della sua carriera alpinistica si ha con le prime due spedizioni Himalayane del CAI di Roma, entrambe guidate da lui, che hanno portato alla conquista del Saraghrar Peak (7349 m) nell'Hindu Kush e nel 1961 del Lal Qilà (6349 m) nel Parbati (Himalaya). In entrambi i casi Consiglio fa parte della cordata che raggiunge la cima. Alla prima spedizione partecipa anche Fosco Maraini, che successivamente ci scriverà un libro: Paropamiso
Muore a causa di una crisi diabetica sulla via per il campo base dell'Everest. La sua tomba si trova lì, nei pressi del villaggio di Namche Bazar, accanto a quella del suo amico Dino de Riso, morto a soli due giorni di distanza. La tomba è ancora oggi oggetto di visite e "pellegrinaggi" da parte di alpinisti ed escursionisti.
Oggi a Paolo Consiglio è intitolata la scuola nazionale di alpinismo del CAI di Roma.
Il Club Alpino Accademico Italiano ha istituito un premio che porta il suo nome, che viene assegnato ogni anno ad una spedizione extraeuropea che abbia svolto attività di rilievo a carattere esplorativo, in stile alpino (spedizioni leggere), nel rispetto dell'ambiente e sotto il patrocinio del CAI
Un Rifugio a lui intitolato è stato realizzato dopo la sua morte dagli amici del CTG di Reggio Emilia ai piedi del Monte Casarola, al Rio Pascolo.

## Principali Ascensioni

### "Prime"
- 1946 Dolomiti, Gruppo del Catinaccio, Catinaccio d’Antermoia, parete Sud-Est – con F. Amantea
- 2 ottobre 1948 Gran Sasso, Corno Grande, Vetta Occidentale per parete Est, via SUCAI, m. 280, IV- - con M. Dall'Oglio, L. Sbarigia, R. Beghé
- 1949 Dolomiti, Gruppo Croda Rossa d'Ampezzo/Vallandro, Crodaccia Alta, canalone Nord-Est – con M. Dall'Oglio
- 1949 Dolomiti, Gruppo Croda Rossa/Vallandro, Torre Sucai Roma, prima assoluta – con G. Micarelli
- 1949 Dolomiti, Gruppo Croda Rossa/Vallandro, Torre dei Campani, prima assoluta – con R. Consiglio
- 1949 Dolomiti, Gruppo Croda Rossa/Vallandro, Muro Lungo di Braies, parete Ovest – con G. Della Chiesa
- 2 luglio 1949 Gran Sasso, Corno Piccolo per parete E, via della Gola, III – con G. Micarelli
- 1950 Dolomiti, Gruppo Rondoi-Baranci, Croda dei Rondoi, parete Ovest – con G. Micarelli e F. Amantea
- 1952 Dolomiti, Gruppo Lavaredo/Paterno, Torre Comici, parete Nord – con R. Consiglio e G.C. Castelli
- 1952 Dolomiti, Gruppo Rondoi/Baranci/Tre Scarperi, Cima Bulla Nord, parete Ovest – con R. Consiglio e G. Malagodi
- 1953 Gruppo Rondoi/Baranci/Tre Scarperi, Punte di Sassovecchio, Traversata – con D. Milesi e F. Faccin
- 1954 Dolomiti, Gruppo La Varella/Conturines, Gran Ciampanin, Parete Sud – con G. Micarellil e M. Dall'Oglio
- 1954 Dolomiti, Gruppo di Fanis, Grande Lagazuoi, parete Ovest – con R. Consiglio e F. Amantea
- 1954 Dolomiti, Gruppo di Fanis, Lagazuoi Nord, parete Ovest-Nord-Ovest – con M. Dall'Oglio e G. Micarelli
- 1954 Dolomiti, Gruppo di Fanis, Cima Fanis di Mezzo, parete Ovest-Sud-Ovest – con G.C. Castelli e F. Alletto
- 1954 Dolomiti, Gruppo di Fanis, Torre del Lago, Diedro Sud-Ovest – con M. Dall'Oglio e G. Micarelli
- 1954 Dolomiti, Gruppo di Fanis, Cima del Lago, cresta Ovest – con M. Dall'Oglio
- 3 settembre 1954 Gran Sasso, Corno Grande, Vetta Occidentale per parete E, via ‘direttissima’ con uscita SUCAI, 280 m. V, VI, A2 – con G.C. Castelli, R. Carpi, S. Amedeo
- 1955 Sibillini, Monte Bove, Spigolo Nord-Est – con F. Alletto
- 24 luglio 1955 Gran Sasso, Corno Grande, Vetta Centrale per ‘sperone’ NO, m. 150, IV - con B. Morandi
- 10 giugno 1956 Gran Sasso, Corno Piccolo, Cresta O, Spalla Bassa variante alla via Sivitilli, Spalla Media per parete N,
- 1956 Gran Sasso, Corno Piccolo, Spalla Alta via Bonacossa-Iannetta, IV, III+, 1 passaggio IV, III - con F. De Ritis e B. Morandi
- 29 luglio 1956 Gran Sasso, Corno Grande, Vetta Occidentale per parete E, via ‘direttissima’ con variante alta diretta, V, VI, A2, V e V+ - con G. Schanzer e L. Mario
- 5 agosto 1956 Gran Sasso, Corno Piccolo, Campanile Livia per parete S, via diretta, m. 100, V+ - con L. Mario
- 6 settembre 1956 Gran sasso, Corno Grande, Torrione Cambi per parete S, via della Gran Placca, m. 180, tratti di V e V+ - con S. Jovane e G. Macola
- 1957 Dolomiti, Gruppo del Civetta, Torre del Lago, parete Est - con F. Alletto
- 8 settembre 1957 Gran Sasso, Corno Grande, Vetta Orientale per cresta SE, percorso integrale, m. 500, V e A2 - con F. Alletto
- 28 settembre 1958 Gran Sasso, Corno Piccolo, Cresta Ovest, Spalla Alta per parete NO, m. 350, IV - con F. Alletto
- 1962 Dolomiti, Gruppo del Popera, Campanile II di Popera, gran diedro Nord-Est - con G. Sferco
- 1964 Dolomiti, Croda Rossa d’Ampezzo, Torre Nord del Col Ricegon, prima assoluta - con M. Dall'Oglio

### Ripetizioni
- Via Comici alla Sorella di mezzo del Sorapis (prima ripetizione)
- parete sud della Croda Rossa d'Ampezzo (prima Ripetizione)
- Via Buhl alla Cima Canali (seconda ripetizione)
- Via Franco sul Pilastro Sud della Barre des Ecrins (seconda salita italiana)
- 1952 Dolomiti, Sassolungo di Gardena (prima invernale) – con M. Mizzau
- 1953 Dolomiti, Gruppo di Fanis, Cima Cadin di Fanis (prima invernale) – con M. Dall'Oglio e G.C. Castelli